# 好きです かわさき 愛の街
「好きです かわさき 愛の街」（すきです かわさき あいのまち）は、神奈川県川崎市の定める市民の歌。1984年（昭和59年）、市制60周年を記念して制作・制定された。作詞：肥後義子、作曲：山本直純。川崎市内を巡回するごみ収集車が回収作業中に流しているメロディーとしても知られており、市民からは川崎市歌を上回る認知度がある。

## 解説

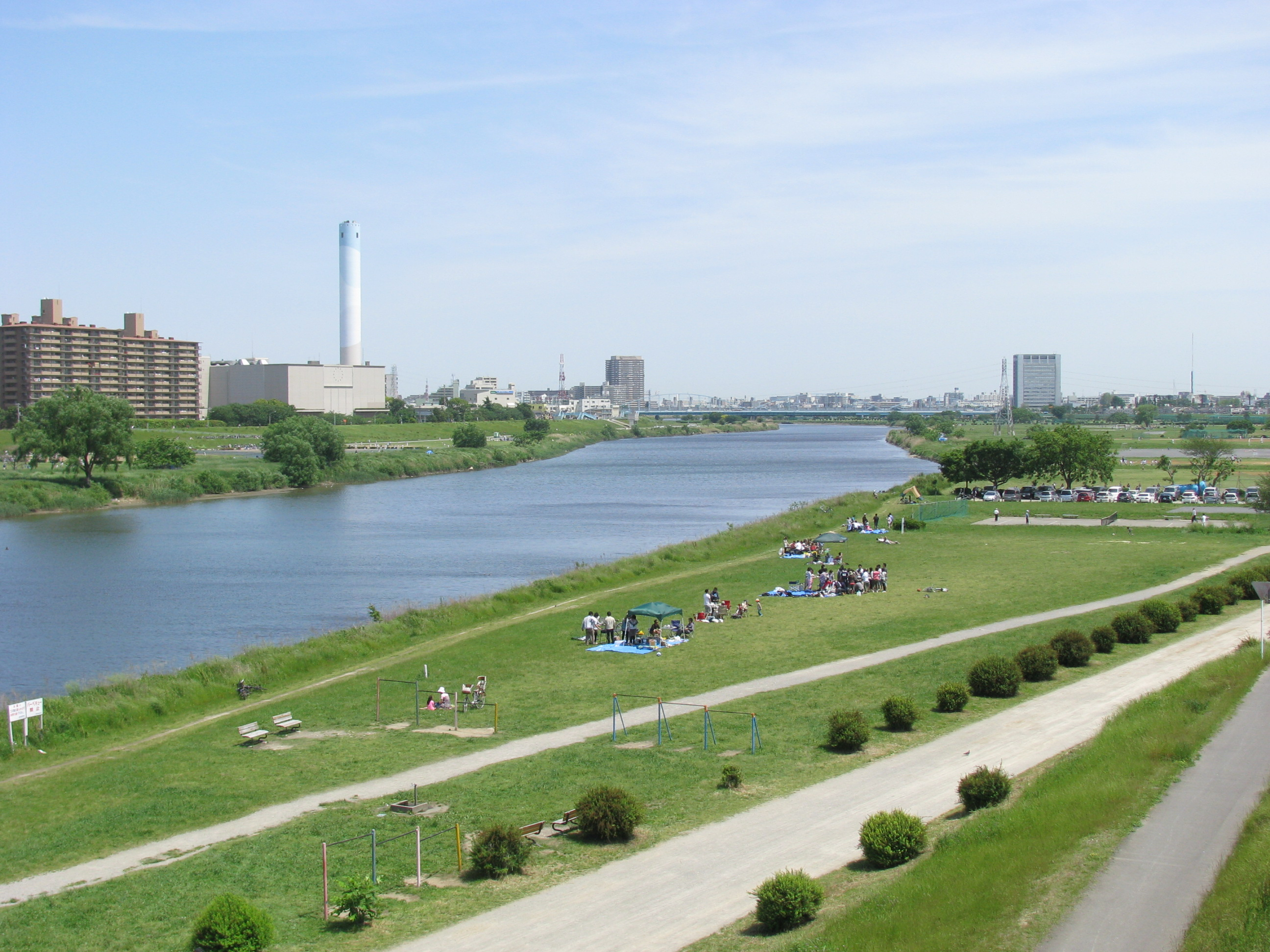
川崎市北部の境界となって流れる多摩川（中原区上平間、ガス橋下流）。1番の歌詞は多摩川の情景から始まる。

川崎市には1934年（昭和9年）の市制10周年を記念して制作された川崎市歌が存在するが、これに加えて1984年（昭和59年）、市制60周年に当たり、共有の音楽を通じて市民の連帯を高め、新しいまちづくりに役立てることを目的として川崎市民の歌を制作することとなった。歌詞は一般公募により、156通の応募作の中から山田太一ら4名の審査員により肥後義子の詞が選出され、山本直純が作曲を担当した。1984年11月3日（文化の日）に完成作品が発表された。オリジナル版の歌は芹洋子、コーラスはロイヤル・ナイツが担当している。2014年（平成26年）には、市制90周年を記念して川崎純情小町☆がカバーを行った。
制作翌年の1985年（昭和60年）6月から、市民の歌活用の一環として川崎市環境局のごみ収集車がオルゴール版の曲を流している（それまではバダジェフスカ『乙女の祈り』を使用していた）。以来、市民からは「ごみ収集車の曲」「ごみ収集の時間を告げる曲」として認知されている一方、そのメロディーが川崎市民の歌であることや、歌詞が存在することを知らなかったという声も聞かれる。
2019年（令和元年）、川崎市が18歳以上の市民1500名を対象として行ったアンケート調査によれば、「好きです かわさき 愛の街」を聴いたことがあると回答した市民は41.5％で、川崎市歌の10％を大きく上回った。年代別では高齢者よりも若い世代の認知度が高い傾向があり、性別では男性よりも女性により知られているという調査結果も得られた。また居住区別で最も認知度が高いのは中原区であった。歌の印象については、「明るい」「親しみやすい」の指標で川崎市歌を上回った一方、「時代に合っていない感じがする」という意見も多かった。

## 市当局以外での使用例

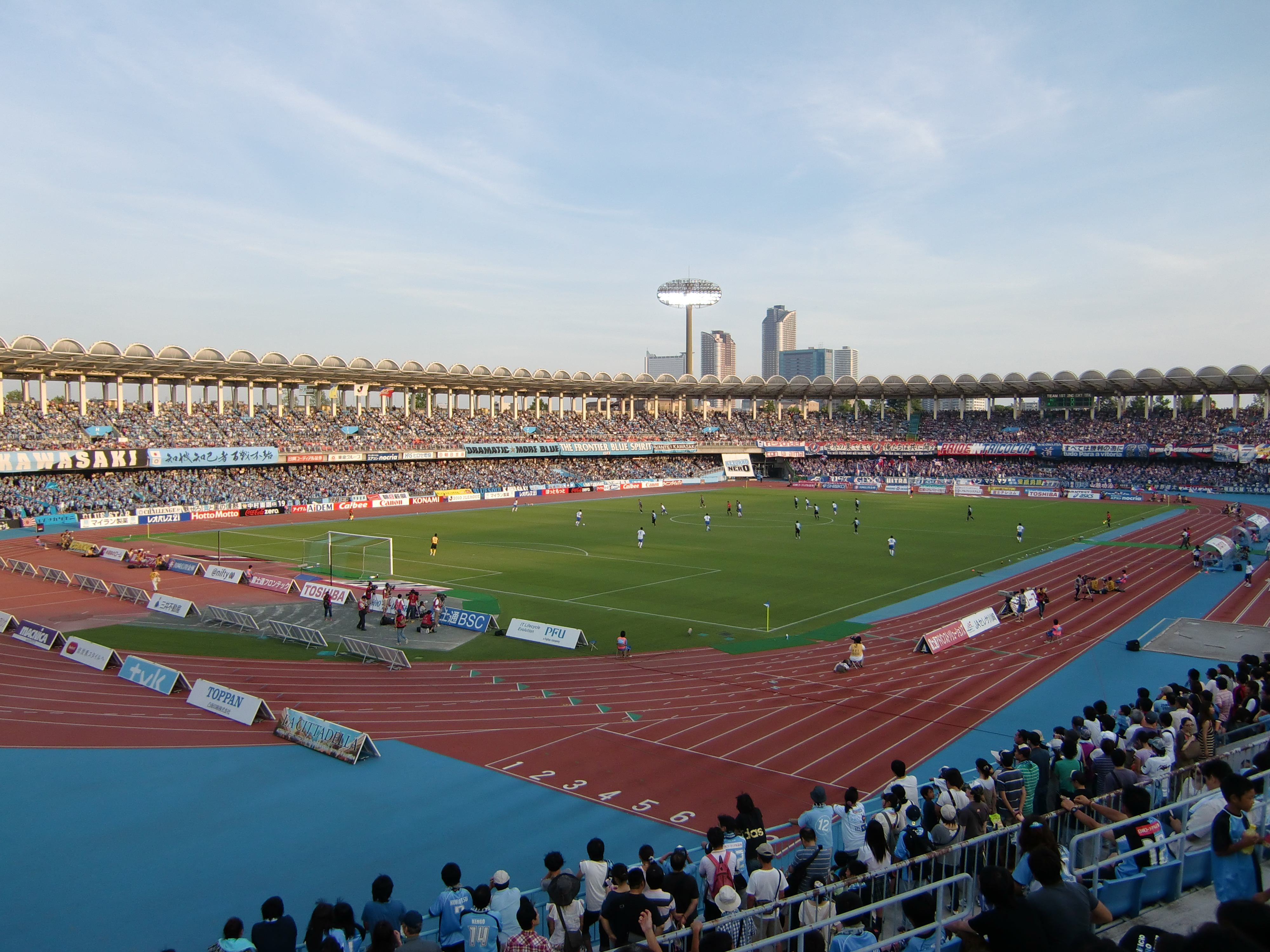
川崎フロンターレの本拠地等々力陸上競技場。試合前にはサポーターにより本歌が斉唱される。

### 川崎フロンターレ
Jリーグ・川崎フロンターレの試合では、試合前の選手入場に合わせて川崎サポーターによる本歌の斉唱が行われるのが恒例となっている。本拠地である等々力陸上競技場でのホームゲームにおいては、唱和の際にオーロラビジョンに歌詞が表示される。

### かわさきFM
中原区に本社を置くコミュニティ放送局であるかわさき市民放送（かわさきFM）では、毎週月 - 金曜日の午前7時56分から、土曜日は午前8時56分から、本歌を放送している。

### 天体戦士サンレッド
川崎市を舞台とするくぼたまこと作の漫画『天体戦士サンレッド』がアニメ化された際、2009年に放送された第33話（2期第7話）の特殊エンディングテーマとして本歌が使用された。この際、エンディングロールに「音源提供：川崎市」として市もクレジットされた。

### 川崎純情小町☆
川崎市のご当地アイドル。2016年10月14日発売の「THE BEST FIVE of KOMACHI」に収録されている。

## 脚注

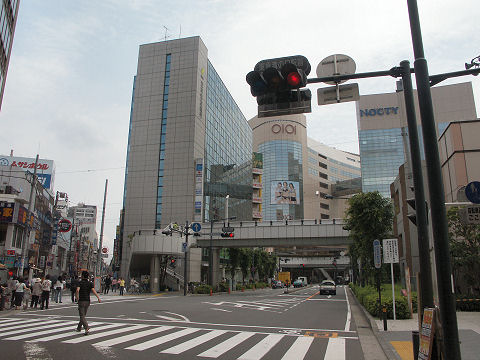
本歌を使用したアニメ版『天体戦士サンレッド』では、高津区溝口周辺の風景がよく描かれる。